# Wissigstock
Wissigstock är en bergstopp i Schweiz.   Den ligger i kantonen Uri, i den centrala delen av landet, 80 km öster om huvudstaden Bern. Toppen på Wissigstock är 2 887 meter över havet, eller 1 000 meter över den omgivande terrängen. Bredden vid basen är 8,8 km.
Terrängen runt Wissigstock är huvudsakligen mycket bergig. Närmaste större samhälle är Engelberg, 8,5 km väster om Wissigstock. 
Trakten runt Wissigstock består i huvudsak av gräsmarker. Runt Wissigstock är det mycket glesbefolkat, med 4 invånare per kvadratkilometer.